# Општина Трајан Вуја (Тимиш)
Трајан Вуја (рум. Traian Vuia) општина је у Румунији у округу Тимиш.
Oпштина се налази на надморској висини од 137 m.